# Hughes XV-9
Der Hughes XV-9 (Werksbezeichnung Model 385) war ein experimenteller Hubschrauber des US-amerikanischen Herstellers Hughes Tool Company, Aircraft Division vom Anfang der 1960er Jahre. Für den Antrieb wurde ein damals neues System des Blattspitzenantriebs, von Hughes als hot-cycle-Antrieb bezeichnet, eingesetzt. Der einzige gebaute Prototyp erhielt die militärische Bezeichnung XV-9A und die USAF/Army-Seriennummer 64-15107.

## Geschichte
Hughes konstruierte, baute und flog die XV-9 auf der Grundlage eines Forschungsvertrags mit der US Army. Die erste Stufe des Entwicklungsprogramms bestand 1962 in einem 60-Stunden-Prüfstandlauf der vorgesehenen Rotorkonstruktion. Anschließend wurde der gesamte Antriebsteil (Turbinen, Rumpfausleger und Rotor) im Frühjahr 1964 einem 15-stündigen Testlauf auf dem Prüfstand unterzogen, bevor die Konstruktion in den Rumpf eingebaut wurde.
Die Flugerprobung begann im November 1964 und die erste Phase konnte nach 15 Flugstunden im Februar 1965 abgeschlossen werden. Weiterführende Flugversuche wurden auf der Edwards Air Force Base durchgeführt. Die Flugerprobung wurde im August 1965 beendet und die Maschine an Hughes zurückgegeben.

## Konstruktion
Der Antrieb erfolgte über zwei General Electric YT64-GE-6 als Gasgeneratoren, die in Gondeln an kurzen hochgesetzten Auslegern auf beiden Seiten des Rumpfs untergebracht waren. Der heiße Abgasstrom wurde von den Turbinen zu Düsen an den Blattspitzen des dreiblättrigen Rotors und zu einer Düse am Heck zur Steuerung um die Gierachse geleitet. An den Blattspitzen wurde der Abgasstrahl durch Kaskade-Leitbleche um 90° abgeleitet und auf beinahe Schallgeschwindigkeit beschleunigt.
Um die Kosten niedrig zu halten, wurde beim Bau auch auf bereits vorhandene Komponenten zurückgegriffen. So stammte das vollverglaste Cockpit von einer Hughes OH-6A und das feste Fahrwerk von einer Sikorsky CH-34. Der Rumpf war eine konventionelle Halbschalenkonstruktion aus einer Aluminiumlegierung. Die Steuerung mittels des V-Leitwerks wurde im Langsam- und VTOL-Flug unterstützt durch Heißgasströme, die auf jeder Seite der Ruder seitwärts ausgestoßen werden konnten. Die Betätigung erfolgte mit den Ruderpedalen des Piloten.
Der dreiblättrige Rotor war aus einem Hochtemperaturstahl (Rene 41) aufgebaut und besaß eine konstante Tiefe von 0,80 m. Die Führung der heißen Gase erfolgte zwischen den beiden Holmen, Kühlluft wurde durch die Vorder- und Hinterkante des Blatts geleitet und an den Düsen ausgeblasen.

## Technische Daten
| Kenngröße             | Daten |
| --------------------- | --- |
| Besatzung             | 2 nebeneinander |
| Länge                 | 13,72 m |
| Rotordurchmesser      | 16,76 m |
| Höhe                  | 3,66 m (bis Spitze des Rotorkopfs)                                                                                                |
| Leermasse             | 3945 kg |
| max. Startmasse       | 6940 kg (Überlastfall: 11.565 kg)                                                                                                 |
| Höchstgeschwindigkeit | 222 km/h |
| Reichweite            | 241 km |
| Triebwerke            | zwei General Electric YT64-GE-6 als Gasgeneratoren mit einer Leistung von jeweils 2125 kW Zwei Treibstofftanks mit gesamt 1890 l. |